# Мария Кастилска
Мария Кастилска (14 септември 1401 – 7 септември 1458) е кастилска инфанта и кралица на Арагон и Неапол – съпруга на арагонския крал Алфонсо V Арагонски. През по-голямата част от управлението си Алфонсо V отсъства от Арагон, а през това време Мария Кастилска управлява кралството като негов регент.

## Произход и ранни години
Мария е най-голямото дете на кастилския крал Енрике III и на съпругата му Катрин Ланкастър. До раждането на брат ѝ Хуан II Мария е наследница на кастилския престол и носи титлата Принцеса на Астурия. Официалното ѝ признаване за престолонаследник става на 6 януари 1402 г. пред кастилските кортеси в Толедо. По същото време инфантата е сгодена за братовчед си Алфонсо, който е син на арагонския крал Фернандо I Арагонски.
Мария се запознава отблизо с характера на държавните дела при управлението на майка си Катерина, която заема регентския пост на кралството по време на непълнолетието на Хуан II. Така Мария придобива важен опит, който използва умело, когато самата тя управлява като регент Арагон.

## Брак
На 12 юни 1415 г. Мария е омъжена за Алфонсо V Арагонски на церемония, извършена в Севилската катедрала от антипапа Бенедикт XIII. Като зестра Мария получава обширни земи и различни ценности, а съпругът ѝ е обявен за инфант на Кастилия.
Семейният живот на инфантата се оказва напълно несполучлив. Скандалите в семейството на Алфонсо се оказват нещо обичайно поради противоречията между родителите на Алфонсо и постоянната намеса на братята му в държавните дела, което по-късно създава изключителни затруднения на управляващата като регент Мария.
Особено крехко се оказва и здравето на Мария, която вероятно страда от пристъпи на епилепсия. Преболедувана шарка оставя инфантата грозна и непривлекателна. Мария споделя за първи път брачното си ложе с Алфонсо дълго след като двамата са се оженили, тъй като първата ѝ менструация се появява, когато тя е 16 години. Двамата обаче никога не се сдобиват с деца, което има сериозно отражение върху брака на Мария и управлението на съпруга ѝ. Кратките моменти на семейно щастие се отнасят към първите години на брака им, но през 1423 г. отношенията между двамата вече видимо деградират, особено след като Алфонсо се връща в Неапол. Мария скоро научава за италианската любовница на съпруга си, която през 1425 му ражда и дете.

## Кралица на Арагон
На 1 юли 1416 г. умира крал Фернандо I Арагонски и на арагонския престол се възкачва съпругът на Мария, а тя става кралица на Арагон. Продължително време Мария стои настрана от политиката, причина за което е крехкото ѝ здраве, от една страна, а от друга – изключителната политическа активност на свекърва ѝ, която приживе не допуска снаха си да се меси в политиката на кралството. Като повечето арагонски кралици Мария Кастилска никога не е била коронована за кралица на специално организирана за целта церемония. Засенчвана от властната си свекърва, младата кралица се появява на официални събития рядко и се въздържа от намеса в политиката. Поведението на Мария се променя едва когато здравето на кралицата-майка започва да се влошава значително.
През 1420 г. крал Алфонсо V напуска Арагон и се отправя към Неапол, където се бори да установи властта си. Не желаейки да остави управлението на Арагон в ръцете на братята си, към които не изпитва особено доверие, Алфонсо назначава Мария за свой регент за времето, в което той отсъства от Арагон. Малко преди да замине, Алфонсо издава декрет, с който поверява на Мария власт, отстъпваща единствено пред тази на краля, и правото тя да управлява все едно е съпруга си.
Тъй като през по-голямата си част от царуването си Алфонсо отсъства от Арагон, по това време фактически управител на владенията му е Мария, която носи и титлата генерал-лейтенант на кралството. И докато по принцип личното обкръжение на кралицата винаги се е състояло предимно от кастилци, сега тя започва да назначава масово кастилци и на ключови държавни позиции, което допринася за увеличаването на популярността ѝ и за по-гладкото функциониране на кралския двор.
Първото самостоятелно управление на Мария Кастилска трае от 1420 до 1423 г., а второто – от 1432 до смъртта на Алфонсо през 1458 г. По това време тя е принудена да лавира в конфликта между бюргерите и селяните, който избухва при царуването на Алфонсо. Когато Алфонсо попада в италиански плен през 1435 г., Мария организира събирането на средствата за изплащане откупа за освобождаването на краля. Мария Кастилска и снаха ѝ – кастилската кралица Мария Арагонска, която е и нейна братовчедка, преговарят във Валядолид от името на съпрузите си за сключване на мир между Кастилия и Арагон.
След смъртта на брат ѝ Хуан II Кастилски Мария пристига в Кастилия, за да преговаря с новия кастилски крал – племенника ѝ Енрике IV. В Кастилия Мария отсяда в Аревало, където остава до годината преди смъртта си през 1458 г.